# Maloca (expedición)
Maloca era el término usado por los colonos españoles del Cono Sur para designar expediciones armadas destinadas a intimidar y secuestrar indígenas de las zonas cercanas a sus poblados y también para lo contrario, las incursiones indígenas contra poblados españoles, cuyo objeto era capturar españolas para esclavizarlas.
Etimológicamente su raíz se encuentra en el mapudungun: malokan, que puede interpretarse como 'atacar inesperadamente, hostilizar'. Su entrada en el diccionario etimólogico de Corominas refiere a "malón", una palabra adoptada a mediados del siglo XIX y el antiguo maloca, hacia 1630, americana, "irrupción o ataque inesperado de indios". Su origen es, continúa Corominas, del araucano malocan, "pelear, abrir hostilidades (con alguien)". La palabra "malon" es considerada por Corominas como "más moderna", quizás pueda haber sufrido influjo del castellano.: 375 
M. X. Urbina las describe como «incursiones cortas y rápidas, ejecutadas por los vecinos del archipiélago [de Chiloé], para mostrar la superioridad española y capturar individuos o 'piezas', para venderlos como esclavos en la feria ...».: 57 
Los indígenas bajo dominio español estaban protegidos por las leyes de la colonia, por lo que la maloca era en muchos casos una actividad ilícita. Por esta razón no se dispone de datos que cuantifiquen los ataques. Los jesuitas lograron en parte terminar con esa actividad, por lo menos dentro del archipiélago de Chiloé, en 1609.: 58 
Los chonos también secuestraban a los indígenas de más al sur, aunque no se sabe si ya esto era una práctica anterior a la llegada de los españoles o si la copiaron de ellos.